# Quadricalcarifera basivirens
Quadricalcarifera basivirens är en fjärilsart som beskrevs av Alexander Schintlmeister 1993. Quadricalcarifera basivirens ingår i släktet Quadricalcarifera och familjen tandspinnare. Inga underarter finns listade.